# Aleksander Maniecki
Aleksander Maniecki (ur. w 1883, zm. 8 września 1940 w Warszawie) – polski aktor teatralny i filmowy.

## Życiorys
Karierę aktorską zaczynał najprawdopodobniej w teatrach prowincjonalnych. Od 1921 roku grał głównie w Warszawie w teatrach: Stołecznym (1921-1922), Polskim, Małym (1922-1924, 1925-1927), Ateneum (1928-1929, 1930-1937) oraz w teatrzykach: Mała Kometa (1931), Wielka Rewia (1935) i w Teatrze Malickiej (1938-1939). Ponadto w 1928 roku występował w zespole Henryka Cudnowskiego we Lwowie, a w 1936 roku - w Teatrze im. Juliusza Słowackiego w Krakowie. Od 1927 roku był również związany z Polskim Radiem, biorąc udział w pierwszych teatralnych słuchowiskach radiowych.

## Filmografia
- Ludzie mroku (1923)
- Jeden z 36 (1925) - komendant garnizonu
- Za głosem serca (1926) - ojciec Perkuna
- Czerwony błazen (1926) - dyrektor teatru
- Zew morza (1927) - sternik Karlsen
- Kochanka Szamoty (1927) - sekretarz redakcji
- W lasach polskich (1929) - leśniczy Marcin
- Na Sybir (1930)
- Rok 1914 (1932)
- Przeor Kordecki – obrońca Częstochowy (1934)
- Pan Twardowski (1936)
- Barbara Radziwiłłówna (1936)